# Amauta papilionaris
Amauta papilionaris is een vlinder uit de familie Castniidae. De wetenschappelijke naam van de soort is, als Castnia papilionaris, in 1865 voor het eerst geldig gepubliceerd door Francis Walker. De ondersoorten en synoniemen in dit artikel zijn volgens Lamas (1995).
De soort komt voor in het Neotropisch gebied in Venezuela, Colombia, Panama, Peru, Bolivia en Ecuador.

## Ondersoorten
- Amauta papilionaris papilionaris
- Amauta papilionaris amethystina (Houlbert, 1917)
  - = Castnia amethystina Houlbert, 1917
- Amauta papilionaris lionela Lamas, 1995
  - = Castnia papilionaris affinis Rothschild, 1919 non Castnia papilionaris affinis Niepelt, 1914
- Amauta papilionaris velutina (Houlbert, 1917)
  - = Castnia velutina Houlbert, 1917
  - = Castnia strandi Röber, 1927 non Castnia strandi Niepelt, 1914
  - = Castnia strandiata Röber, 1927, nomen novum voor Castnia strandi Röber, 1927